# موريس بيلانجر
موريس بيلانجر هو سياسي كندي، ولد في 12 يوليو 1912 في شيربروك في كندا، وتوفي في 24 مارس 1964 في وندسور في كندا. نشط حزبياً في الحزب الليبرالي في أونتاريو ‏. وقد انتخب عضو برلمان مقاطعة أونتاريو ‏.